# عمارت سردار مفخم
عمارت مفخم بزرگترین و شاخص‌ترین اثر معماری از دوره قاجار در خراسان شمالی است که در شمال شرق شهر بجنورد واقع است.
در دوره قاجار عمارت مفخم همراه با بناهای دیگری از جمله آیینه‌خانه، کلاه فرنگی، حوضخانه و سردر در باغ بزرگی قرار داشته که مجموعه دارالحکومه مفخم را تشکیل می‌داده‌اند.
بنای عمارت در دهه ۱۳۰۰ هجری قمری، همزمان با دوره حکومت ناصرالدین شاه به دستور یارمحمدخان شادلو معروف به سردار مفخم ساخته شده و محل سکونت خانواده وی و پذیرایی از میهمانان دولتی و رجال سیاسی بوده است.
معروف است که نقشه ساختمانی عمارت به دست میرزا مهدی خان شقاقی، نخستین استاد معماران ایرانی تعلیم یافته در فرنگ که معماری مدرسه سپهسالار تهران از جمله کارهای او است، طراحی شده است.
بنای عمارت در دو طبقه و به ابعاد تقریبی ۵۰ در ۲۳ متر و به ارتفاع حدود ۹ متر ساخته شده و در مجموع ۳۴ اتاق و دو تالار بزرگ دارد که زمانی با آیینه‌کاری، کاشیکاری و گچبری تزیین شده بود.
کلنل ادوارد ییت انگلیسی که حدود یک قرن پیش در این بنا با سردار مفخم دیدار داشته در توصیف یکی از اتاق‌های آن می‌نویسد: دیوارها با تعدادی نقشه تزیین شده بود، اتاق پذیرایی با شمعدانها و آیینه‌های زیبا پوشیده شده و کف آن نیز با قالی‌های قالب دوزی شده ابریشمی رشتی فرش شده بود.
در پشت این اتاق نارنجستانی بود که سقف آن با ورق آهنی پوشیده شده بود و بر روی دیوارها نیز پوست پلنگ، ببر، خرس و پوست دو گربه وحشی و چند حیوان دیگر که در جنگل‌های شمال این ناحیه یافت می‌شود آویزان کرده بودند. این بنا اتاق‌های متعددی دارد که با ۲۱ در چوبی به ایوان‌ها گشوده می‌شوند و در طبقات آن جابه‌جا گچبری‌های زیبا به چشم می‌خورد.
عمارت مفخم در هر طبقه دو ایوان، یکی در ضلع شمالی و یکی در ضلع جنوبی دارد که در جلوی هر یک ردیفی از ستونها برای نگهداری سقف ایجاد شده و پنجره، در اتاق‌های بنا به این ایوان‌ها باز می‌شود.
در ضلع‌های شرقی و غربی عمارت نیز فقط دو در ورودی وجود دارد که با ۱۸ پله به طبقه فوقانی راه پیدا می‌کند.
ایوان‌های طبقه اول ۳۸ متر طول و ۳/۱۴ متر عرض دارند و در جلوی هر یک ۹ ستون سطبر هشت ضلعی و دو نیم ستون آجری با نمای ساده، بار سقف و طبقه فوقانی را به دوش می‌کشند.
در عوض ستون‌های طبقه فوقانی استوانه‌ای هستند و به ویژه در ایوان جنوبی تمام بدنه آن‌ها با انواع کاشی تزیین شده است.
پس از سقوط سلسله قاجار بخش اعظم املاک خانواده شادلو از جمله ساختمان عمارت که در آن زمان محل سکونت سردار معزز نوه سردار مفخم بود به تصرف رضاشاه درآمد و سرهنگ رخشا فرماندار و رئیس کل املاک پهلوی بجنورد در آن اقامت گزید.
در سال ۱۳۱۶ نیز در طبقه فوقانی بنا آتش‌سوزی رخ داد و سقف عمارت که با تیر ارس و پوشش سفالی ساخته شده بود نابود شد و سقف شیروانی کنونی با پوشش ورق گالوانیزه ایجاد شد.

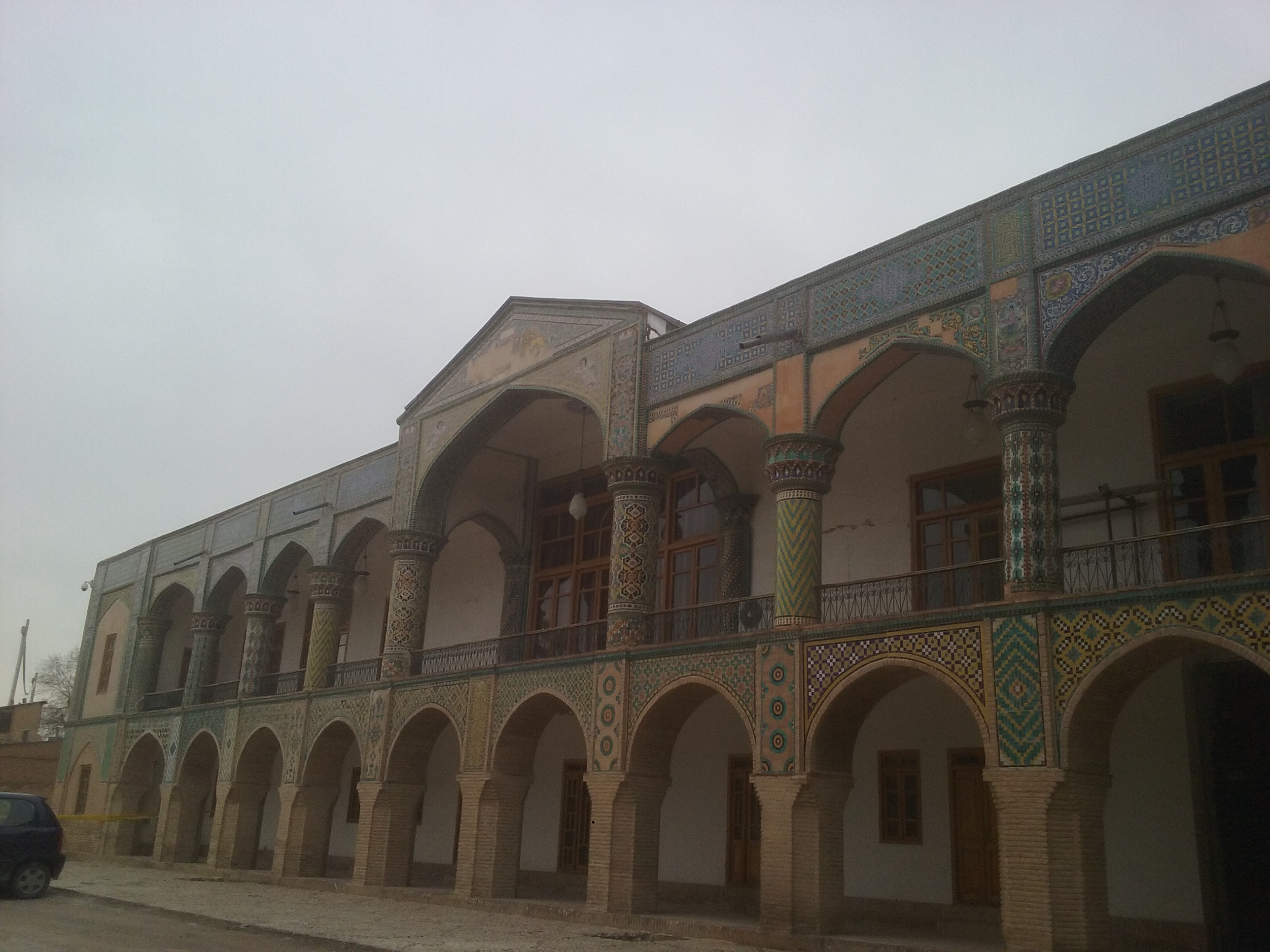
ساختمانِ بیمارستان

در دهه ۱۳۲۰ بنای عمارت از سوی ورثه سردار مفخم به عنوان بیمارستان به اداره بهداری واگذار شد.
در شهریور ماه ۱۳۷۰ این عمارت در اختیار اداره وقت میراث فرهنگی بجنورد قرار گرفت که پس از انجام تعمیرات و تغییرات جزئی طی چند سال آینده به موزه مردمشناسی شهرستان بجنورد تبدیل می‌شود.
بیشتر تزیینات عمارت مفخم در نمای جنوبی بنا تمرکز یافته و شامل انواع کاشیکاری است.
سرتاسر نمای ضلع جنوبی، از بالای ستون‌های هشت ضلعی ایوان طبقه پایین تا زیر سقف طبقه دوم و حتی ساقه‌های ستون‌های ایوان فوقانی با کاشی‌کاری‌های معرق، معقلی و کاشی‌های هفت رنگ و ابعاد خشتی تزیین شده است.
جالب است که نقوش به کار رفته در کاشیهای هر ستون، لچکی‌ها و قابهای روی هر چشمه طاق در طبقه فوقانی طرحی نو را عرضه می‌کند و از تکرار نقوش و طرح‌ها پرهیز شده تا نمایی الوان و متنوع ایجاد شود.
دو ستونی که پایه‌های چشمه طاق مرکزی بر آنها استوار است با کاشی‌های معرق تزیین شده ولی ستون‌ها و نیم ستون‌های طرفین آن کاشیکاری معقلی دارند.
چشم‌نوازترین تزیینات، در لچکی‌های چشمه طاق بزرگ مرکزی، در مقابل پنجره تالار بزرگ و در فضای مثلثی‌شکل افریز مرکزی دیده می‌شود.
در دو سوی طاق بزرگ، نقش دو فرشته بالدار در تلفیق با نقوش گیاهی و پیچک‌ها ایجاد شده که به نوعی تداعی‌کننده نقش فرشتگان بالدار و نقوش گیاهی در طرفین مغاره‌های بزرگ طاق بستان است که در عین حال از تاثیرگیری از شمایل‌نگاری هنر اروپایی برکنار نمانده است.
بر بالای این طاق و در وسط سنتوری مثلثی شکل مرکزی نقش شیر و خورشید به رنگ زرد بر کاشی‌های هفت رنگ تصویر شده است.
بنای عمارت مفخم به شماره ۹۵۲ در فهرست آثار ملی کشور به ثبت رسیده است.
بنای عمارت مفخم پس از مرمت و احیا به موزه بزرگ باستان شناسی و مردم شناسی استان تبدیل شده است.